# Spektraler Raum
Ein spektraler Raum ist ein topologischer Raum, der homöomorph zum Spektrum eines kommutativen Ringes ist. Spektrale Räume sind ein wichtiger Gegenstand der modernen algebraischen Geometrie.

## Definition
Sei {\displaystyle X} ein topologischer Raum. Die folgenden Aussagen sind äquivalent:
- {\displaystyle X} ist nüchtern, (quasi-)kompakt, der Durchschnitt zweier kompakter offener Teilmengen ist kompakt und die Menge der kompakten offenen Teilmengen bildet eine Basis der Topologie;[1]
- {\displaystyle X} ist homöomorph zum Spektrum eines kommutativen Ringes;
- {\displaystyle X} ist homöomorph zu einem projektiven Limes endlicher Kolmogoroff-Räume;[2]
- {\displaystyle X} ist homöomorph zu einem projektiven Limes endlicher nüchterner Räume.[3]

In diesem Fall nennen wir {\displaystyle X} spektral.
Besitzt jeder Punkt eines Raumes {\displaystyle X} eine offene Umgebung, die in der Teilraumtopologie spektral ist, so heißt {\displaystyle X} lokal spektral.
Ein topologischer Raum, für den der Durchschnitt zweier kompakter offener Teilmengen wieder kompakt ist, heißt semispektral.

## Beispiele
- Jeder Stone-Raum ist spektral, denn jeder diskrete Raum ist Kolmogoroff.
- Für jeden kommutativen Ring {\displaystyle A} ist {\displaystyle \mathrm {Spec} (A)} spektral.
- Für jeden kommutativen Ring {\displaystyle A} ist das Bewertungsspektrum {\displaystyle \mathrm {Spv} (A)} spektral.[6]
- Jedes Schema ist lokal spektral.

## Spektrale Abbildungen
Eine Abbildung {\displaystyle f\colon X\to Y} zwischen spektralen Räumen heißt spektral, falls für jede offene kompakte Teilmenge {\displaystyle U\subset Y} das Urbild {\displaystyle f^{-1}(U)} kompakt ist. Die Komposition spektraler Abbildungen ist wieder spektral.

## Eigenschaften
- Jeder abgeschlossene Teilraum eines spektralen Raumes ist spektral. Das folgt daraus, dass abgeschlossene Unterschemata affiner Schemata wieder affin sind.
- Das Produkt zweier spektraler Räume ist spektral.[7]

## Unterliegende Räume von Schemata
Mithilfe dieser Definitionen ist es möglich, eine Charakterisierung topologischer Räume zu geben, die Schemata zugrunde liegen.
Für einen topologischen Raum {\displaystyle X} sind äquivalent:
- {\displaystyle X} ist der unterliegende Raum eines Schemas;
- {\displaystyle X} ist lokal spektral und semispektral;
- {\displaystyle X} ist homöomorph zu einem offenen Teilraum eines spektralen Raumes;
- {\displaystyle X} ist homöomorph zu einem offenen Teilraum eines affinen Schemas.